# Кваченюк Микола Євгенович
Микол́а Євге́нович Кваченю́к (24 грудня 1957) — український господарник, лауреат Державної премії України в галузі науки і техніки (2008).

## З життєпису
У 2000-х працював начальником цеху з виробництва мідної катанки Відкритого акціонерного товариства «Артемівський завод з обробки кольорових металів» (нині м. Бахмут). Як керівник цеху в 2001 році стояв біля витоків створення унікального комплексу вогневого рафінування міді та відливки пласких та круглих зливків — печі «Проперці» (Properzy). Ця піч, створена за іспанською технологією та урочисто запущена 22 березня 2002, стала найбільшою в своїй категорії на той час у світі (об'єм 120 тонн), а нова технологія дозволила підприємству підвищити конкурентоспроможність на ринку СНД.
Лауреат Державної премії України в галузі науки і техніки (2008) — за розробку та впровадження нових способів і технологій фізико-хімічної обробки, розливання міді та її сплавів, одержаних з відходів, і виготовлення з них деформованих профілів та напівфабрикатів; співавтори Дубодєлов Віктор Іванович, Іванченко Василь Якович, Кожанов Володимир Андрійович, Нарівський Анатолій Васильович, Савєнков Юрій Дмитрович, Шинкаренко Павло Семенович, Шпаківський Володимир Олександрович.